# 智積寺 (鳥取県琴浦町)

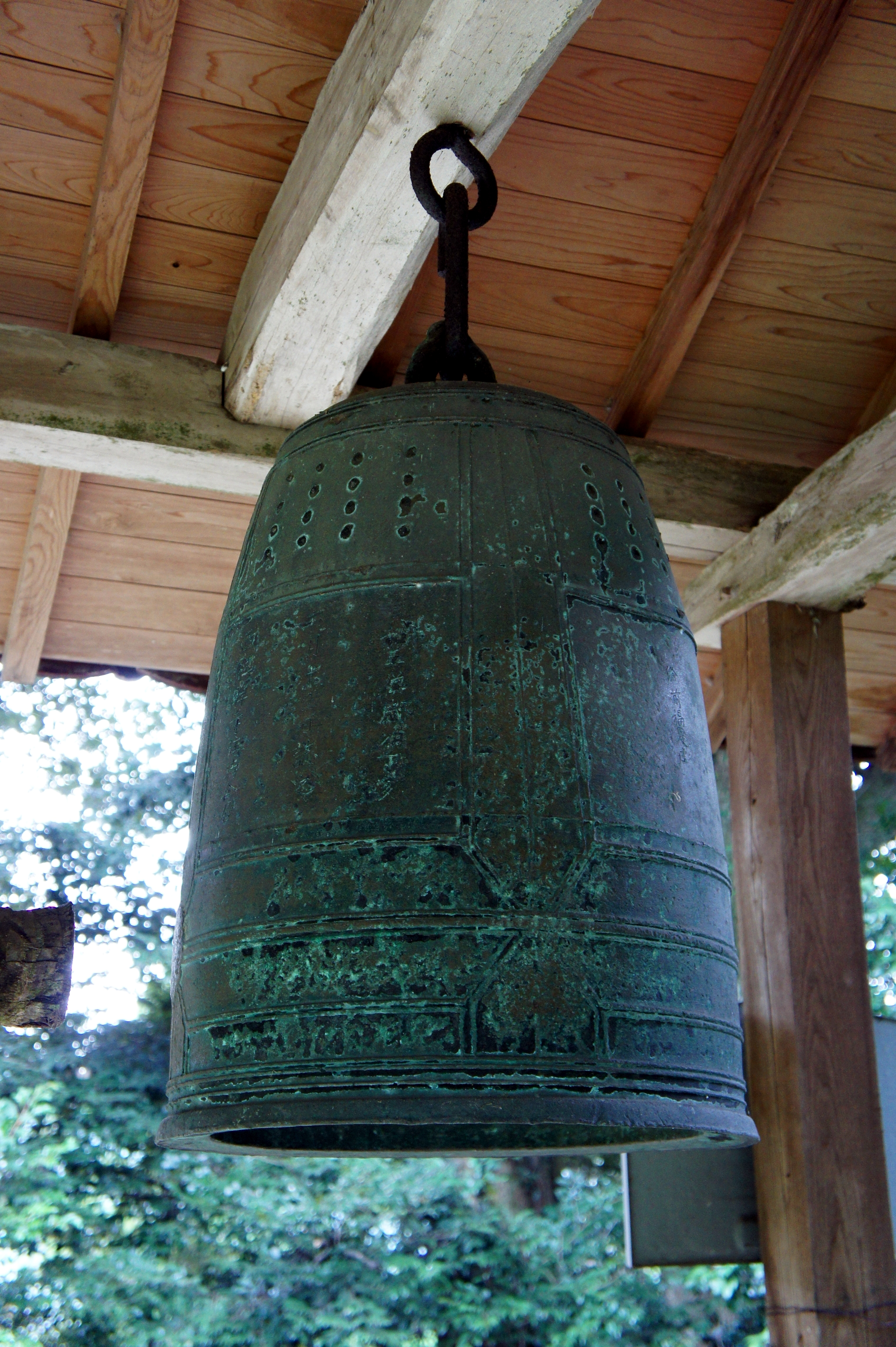
梵鐘

智積寺（ちしゃくじ）は、鳥取県東伯郡琴浦町竹内にある天台宗の寺院。

## 概要
享禄3年（1530年）に創建された寺院。これ以前は金石寺（こんじゃくじ）という名称で船上山山頂付近にあったとされ、金石寺本堂には、船上山合戦の際後醍醐天皇が立て籠もったと伝えられる。
承和6年（839年）鋳造で伯耆国金石寺の銘が残る梵鐘が、現在も福岡県福岡市早良区にある西光寺に国宝として保存されている。その後、南北朝時代の争乱により衰退し、1530年に智積寺として再興された。
戦国時代の争乱と太閤検地による寺院の没収などにより再度衰退し、文禄年間に船上山上の寺院を解散した。この際に残存していた寺坊の一つが竹内に下り、現在の智積寺となった。

## 梵鐘
貞和3年（1347年）の銘が残る、鳥取県指定文化財の梵鐘。備前国福岡庄（岡山県瀬戸内市長船町福岡）にあった西祖禅寺から寄贈されたものであることが梵鐘の記述から判明しているが、西祖禅寺は後に廃寺となり現存しておらず、寄贈された経緯は今も不明となっている。

## 交通アクセス
- 琴浦町営バス船上山線「竹ノ内」下車、徒歩5分